# Fallschirmjäger

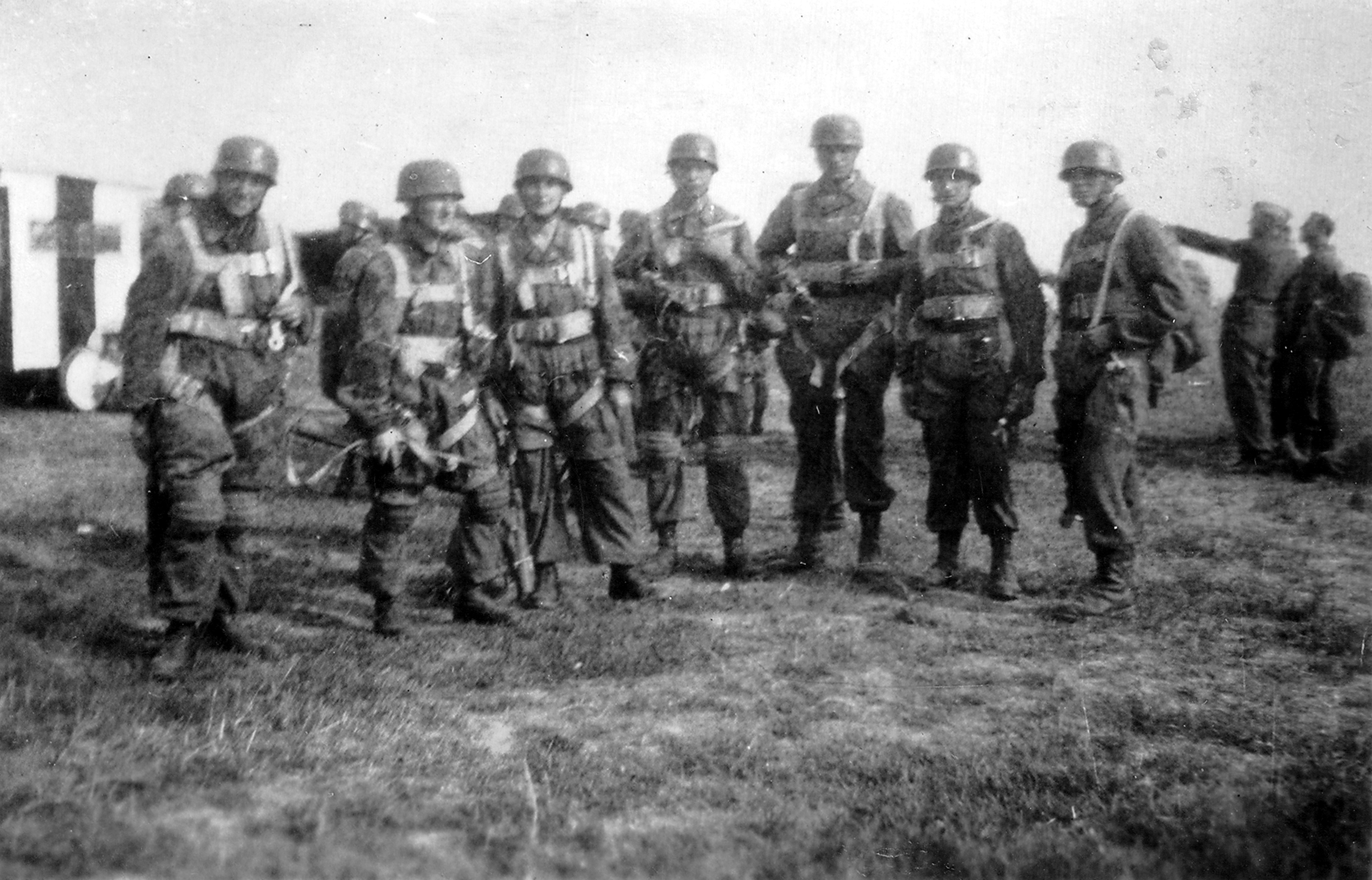
Os Fallschirmjäger durante a Segunda Grande Guerra.

Fallschirmjäger ouvirⓘ (alemão: Fallschirm "pára-quedas" e Jäger "caçador") são os militares paraquedistas da Alemanha. 
Na Segunda Guerra Mundial a Luftwaffe treinou várias unidades de Fallschirmjäger e foram as primeiras a lançar ataques de tropas aerotransportadas em larga escala. As unidades normalmente estavam bem equipadas e dispunham das melhores armas do arsenal alemão.

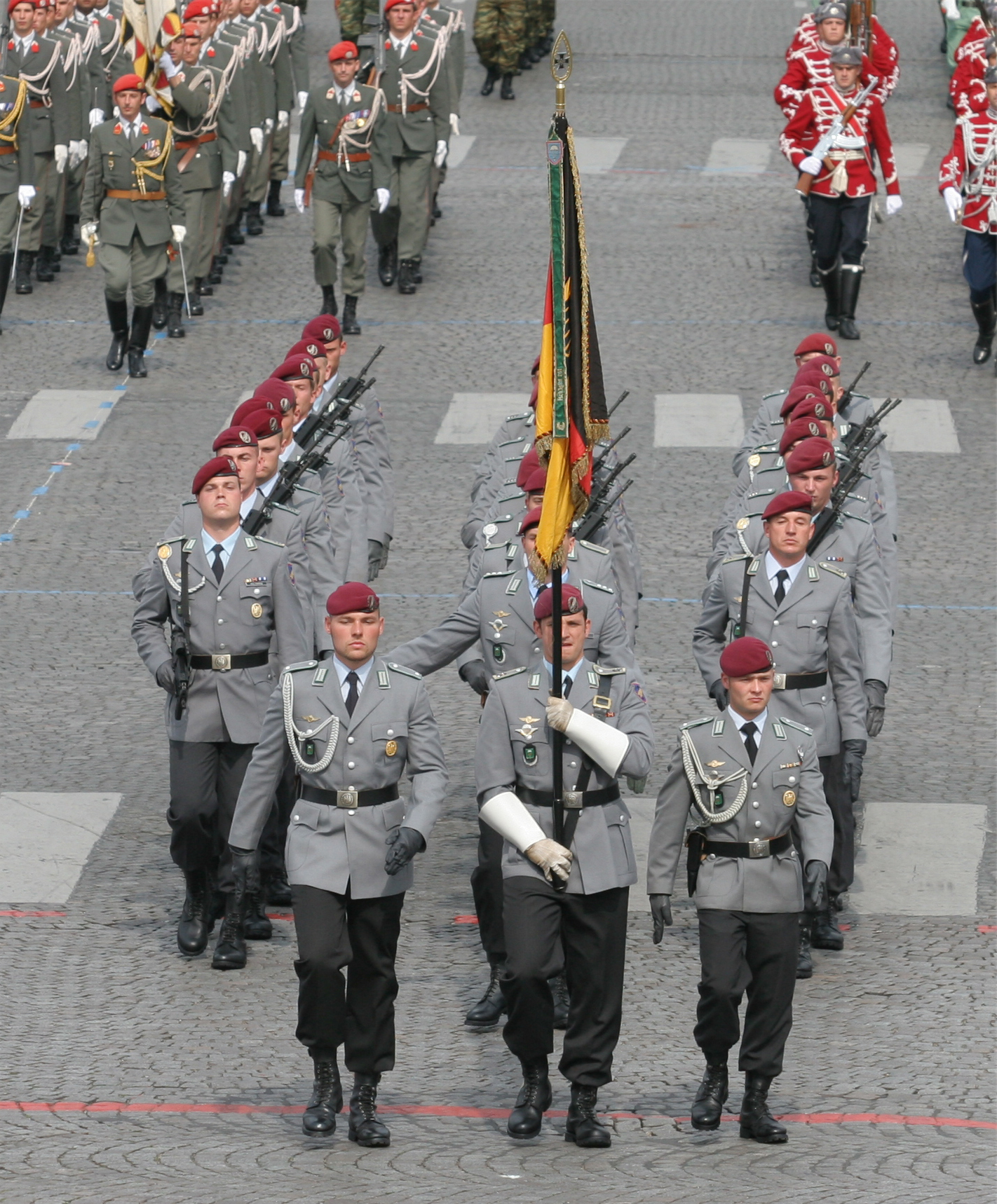
Paraquedistas alemães desfilando em Paris, 2007.

Durante o Terceiro Reich os Fallschirmjäger estiveram sob o comando de Kurt Student. Se destacaram na Batalha da Fortaleza Eben-Emael em 1940 onde quase 500 paraquedistas vindo de planadores atacaram e tomaram a fortaleza belga com baixas mínimas. Em 1941 na Batalha de Creta, os Fallschirmjäger participaram em massa, onde 14,000 paraquedistas lideraram o assalto na ilha, embora resultou em altas baixas e foi considerado um vitória pírrica. Como resultado, Adolf Hitler proibiu operação de paraquedistas em massa como em Creta, assim seriam seriam designados para a Frente Oriental e na Campanha Norte-Africana. Em 1943, liderados por Otto Skorzeny participaram da Operação Carvalho para resgatar Benito Mussolini de sua prisão e em 1944 participariam na Batalha de Monte Cassino na Itália, onde ocuparam os escombros e estabeleceram excelentes posições defensivas entre as ruínas resultando em altas baixas das forças do aliados. Foram umas das primeiras forças a usar um fuzil de batalha moderno, a FG 42.
Atualmente, compreendem algumas das unidades de elite do Exército da República Alemã.